# Rhombodera woodmasoni
Rhombodera woodmasoni es una especie de mantis de la familia Mantidae.

## Distribución geográfica
Se encuentra en la India Nepal y Malasia.